# Der Hauptmann von Köpenick (1997)
Der Hauptmann von Köpenick ist eine deutsche Tragikomödie aus dem Jahr 1997. Der Film ist eine Adaption des gleichnamigen Theaterstücks von Carl Zuckmayer. 

## Handlung
Im Jahr 1896 wird der Schuhmacher Wilhelm Voigt aus dem Gefängnis entlassen und sucht erfolglos nach Arbeit. Ohne festen Wohnsitz findet er keine Anstellung, bekommt aber als Vorbestrafter ohne Arbeit auch keine Aufenthaltserlaubnis. Er versucht vergeblich, sich in seinem Heimatdorf außerhalb Berlins anzumelden. Schließlich bricht er mit einem Komplizen in ein Polizeirevier ein, um zu einem Pass zu gelangen, mit dem er das Land verlassen könnte. Durch ein Missgeschick werden sie gefasst und Voigt muss wieder ins Gefängnis. Dort führt er sich gut und erlernt unter anderem das militärische Reglement. Nach seiner Entlassung quartiert er sich bei seiner Schwester Marie und deren Mann Friedrich ein, wird als ehemaliger Sträfling aber aus dem Großraum Berlin ausgewiesen. Daraufhin besorgt er sich bei einem Trödler eine Hauptmannsuniform und übernimmt einen abgelösten Wachtrupp, mit dessen Hilfe er das Rathaus von Köpenick besetzt und den Bürgermeister verhaftet, angeblich auf Befehl des Kaisers. Die Mitarbeiter der Stadtverwaltung einschließlich der Polizei ordnen sich dem vermeintlichen Hauptmann unter, und der Bürgermeister wird als Gefangener nach Berlin gebracht. Voigt stellt sich einige Tage später den Behörden, die fieberhaft nach dem falschen Hauptmann suchen. Zunächst lachen die Kriminalbeamten über den Streich, dann aber werden Voigt die juristischen Konsequenzen vor Augen geführt. Er kommt wieder ins Gefängnis, wird jedoch bald vom Kaiser begnadigt und mit einem Pass ausgestattet.

## Hintergrund
1995 bot Bernd Wilms, der Intendant des Maxim-Gorki-Theaters, Harald Juhnke erstmals die begehrte Altersrolle des Hauptmanns an. Damit kehrte Juhnke unter der Regie von Katharina Thalbach mit 66 Jahren an den Ort zurück, wo er 1948 als 19-Jähriger in der Rolle eines russischen Offiziers im damaligen Haus der Kultur der Sowjetunion seinen ersten Bühnenauftritt hatte. Juhnke überzeugte, und so wurde im Frühjahr 1997 unter der Regie des ostdeutschen Regisseurs Frank Beyer der Hauptmann von Köpenick auch verfilmt. Die Erstausstrahlung im Fernsehen war am 31. August 1997, am 26. September 1997 wurde die ARD-Produktion auch auf einem Filmfest in Hamburg gezeigt. Gedreht wurde die Tragikomödie in Wolfenbüttel und am Rathaus Köpenick.

## Kritik
„Solide (Fernseh-)Verfilmung der Tragikomödie von Carl Zuckmayer, die – nach einer wahren Begebenheit – deutschen Militarismus und Kadavergehorsam aufs Korn nimmt und die Obrigkeitshörigkeit persifliert. Harald Juhnke überzeugt in einer Charakterrolle.“

„Harald Juhnke war ein Stehaufmännchen. Immer wenn er ganz unten schien, wenn alle ihn endgültig abgeschrieben hatten, stand er mit einem Lachen wieder auf. Dafür liebten ihn die Fans. Weil er kein abgehobener Star war, sondern einer von ihnen. Einer, der Fehler machte. Deshalb gab es bei Juhnke keinen Futterneid, sondern Sympathie und Mitleid. Der Hauptmann von Köpenick war eine echte Paraderolle für ihn: Da ging es auch um einen, der keine Chance mehr zu haben scheint und sich doch nicht aufgibt, sondern gegen diesen Teufelskreis ankämpft.“